# Arbnor Muçolli
Arbnor Muçolli (ur. 15 września 1999 we Fredericii) – albańsko-duński piłkarz grający na pozycji lewego napastnika. W sezonie 2021/2022 występuje w klubie Vejle BK.

## Kariera juniorska
Muçolli grał jako junior w FC Fredericii (do 2012) oraz w Vejle BK (2012–2017).

## Kariera seniorska

### Vejle BK
Muçolli zadebiutował w barwach Vejle BK 17 listopada 2016 w meczu z Næstved BK (wyg. 2:1). Pierwszą bramkę zawodnik ten zdobył 23 listopada 2017 w zremisowanym 1:1 spotkaniu przeciwko Aalborg BK. Do 5 września 2021 dla Vejle BK Albańczyk rozegrał 107 meczów, strzelając 12 goli.
Muçolli wystąpił także 3 razy w rezerwach Vejle.

## Kariera reprezentacyjna
| Mecze i gole w reprezentacji | Mecze i gole w reprezentacji | Mecze i gole w reprezentacji | Mecze i gole w reprezentacji | Mecze i gole w reprezentacji | Mecze i gole w reprezentacji | Mecze i gole w reprezentacji | Mecze i gole w reprezentacji              |
| Dania U-18                   | Dania U-18                   | Dania U-18                   | Dania U-18                   | Dania U-18                   | Dania U-18                   | Dania U-18                   | Dania U-18                                |
| Lp.                          | Data                         | Miejsce                      | Gospodarz                    | Gość                         | Wynik                        | Gol                          | Rozgrywki                                 |
| ---------------------------- | ---------------------------- | ---------------------------- | ---------------------------- | ---------------------------- | ---------------------------- | ---------------------------- | ----------------------------------------- |
| 1.                           | 18.10.2016                   | Skjern                       | Dania U-18                   | Białoruś U-18                | 4:2                          |                              | Mecz towarzyski                           |
| 2.                           | 20.10.2016                   | Vildbjerg                    | Dania U-18                   | Białoruś U-18                | 1:1                          |                              | Mecz towarzyski                           |
| 3.                           | 08.03.2017                   | Empoli                       | Włochy U-18                  | Dania U-18                   | 4:4                          |                              | Mecz towarzyski                           |
| 4.                           | 08.06.2017                   | Slagelse                     | Dania U-18                   | Grecja U-18                  | 0:1                          |                              | Mecz towarzyski                           |
| Albania U-21                 |                              |                              |                              |                              |                              |                              |                                           |
| Lp.                          | Data                         | Miejsce                      | Gospodarz                    | Gość                         | Wynik                        | Gol                          | Rozgrywki                                 |
| 1.                           | 06.09.2018                   | Kordoba                      | Hiszpania U-21               | Albania U-21                 | 3:0                          |                              | Mistrzostwa Europy U-21 2019 – eliminacje |
| 2.                           | 11.09.2018                   | Cagliari                     | Włochy U-21                  | Albania U-21                 | 3:1                          |                              | Mecz towarzyski                           |
| 3.                           | 11.10.2018                   | Tirana                       | Albania U-21                 | Hiszpania U-21               | 0:1                          |                              | Mistrzostwa Europy U-21 2019 – eliminacje |
| 4.                           | 16.10.2018                   | Parnawa                      | Estonia U-21                 | Albania U-21                 | 2:2                          |                              | Mistrzostwa Europy U-21 2019 – eliminacje |
| 5.                           | 19.11.2018                   | Szkodra                      | Albania U-21                 | Malta U-21                   | 3:2                          |                              | Mecz towarzyski                           |
| 6.                           | 23.03.2019                   | Elbasan                      | Albania U-21                 | Turcja U-21                  | 1:2                          |                              | Mistrzostwa Europy U-21 2021 – eliminacje |
| 7                            | 26.03.2019                   | Andora                       | Andora U-21                  | Albania U-21                 | 2:2                          |                              | Mistrzostwa Europy U-21 2021 – eliminacje |
| 8.                           | 05.09.2019                   | Amiens                       | Francja U-21                 | Albania U-21                 | 4:0                          |                              | Mecz towarzyski                           |
| 9.                           | 09.09.2019                   | Durrës                       | Albania U-21                 | Austria U-21                 | 0:4                          |                              | Mistrzostwa Europy U-21 2021 – eliminacje |
| 10.                          | 15.10.2019                   | Elbasan                      | Albania U-21                 | Kosowo U-21                  | 2:1                          | Gol                          | Mistrzostwa Europy U-21 2021 – eliminacje |

## Sukcesy
Sukcesy w karierze klubowej:
- I dywizja duńska – 2x, z Vejle BK, sezony 2017/2018 oraz 2019/2020

## Życie rodzinne
Brat Arbnora, Agon, również jest piłkarzem.